# Arracacia annulata
Arracacia annulata là một loài thực vật có hoa trong họ Hoa tán. Loài này được L.O.Williams mô tả khoa học đầu tiên năm 1964.